# Cannabis sativa var. sativa
Cannabis sativa subsp. sativa é uma variedade de planta com flor pertencente à família Cannabaceae. 
A autoridade científica da variedade é L., tendo sido publicada em Sp. Pl. 1027 (1753).

## Portugal
Trata-se de uma variedade presente no território português, nomeadamente em Portugal Continental.
Em termos de naturalidade é introduzida na região atrás indicada.

## Protecção
Não se encontra protegida por legislação portuguesa ou da Comunidade Europeia.